# آزوسا ایواشیمیزو
آزوسا ایواشیمیزو (انگلیسی: Azusa Iwashimizu؛ زادهٔ ۱۴ اکتبر ۱۹۸۶) بازیکن فوتبال اهل ژاپن است.
وی همچنین در تیم ملی فوتبال زنان ژاپن بازی کرده‌است.
وی در مسابقات کشوری و بین‌المللی در مجموع برندهٔ ۲ مدال طلا، و ۲ مدال نقره شده‌است.